# Rudolf Schock
Pour les articles homonymes, voir Schock.
Rudolf Schock (Duisbourg, 4 septembre 1915 - Düren-Gürzenich, 13 novembre 1986) est un ténor allemand, qui jouit d'une immense popularité en Allemagne et en Autriche dans les années 1950.

## Biographie
Il étudie à Cologne avec G.Pilken, à Hanovre avec Laurenz Hofer, puis à Berlin avec Robert von der Linde. Il chante dans le chœur de l'Opéra de Duisbourg dès 1933, et débute comme soliste à l'Opéra de Brunswick en 1937, où il demeure jusqu'en 1940. 
Sa carrière s'épanouit après la guerre, notamment à Hambourg (1947-56). Il est invité au Royal Opera House de Londres (1948-50), où il connait de grands succès en Tamino, Alfredo, Rodolfo, Pinkerton. 
Il débute au Festival de Salzbourg en 1948, où il retourne régulièrement (Idomeneo, Jaquino, Bacchus, etc). Il y crée le rôle d'Hercule dans Penelope de Rolf Liebermann en 1954. Il chante aussi à l'Opéra d'État de Vienne et à l'Opéra d'État de Bavière à Munich à partir de 1953. 
Il se produit au Festival d'Édimbourg en 1952 (Tamino) et au Festival de Bayreuth en 1959, dans le rôle de Walther von Stolzing.
Parallèlement à sa carrière à l'opéra, il tourne dans de nombreux films musicaux, notamment Du bist die Welt für mich, dans lequel il incarne le ténor Richard Tauber, qui lui valent une immense popularité, renforcée par plusieurs apparitions à la radio et à la télévision, et de nombreux disques.
Artiste d'une grande polyvalence, doté d'une belle voix à l'aigu aisé, et au chant très nuancé, mais aussi capable d'élan dramatique, il a défendu un vaste répertoire (opéra, opérette) durant sa carrière, comme le démontre sa vaste discographie qui inclut des intégrales de Die Entführung aus dem Serail, Cosi fan tutte, Die Zauberflöte, Fidelio, Der Freischütz, Der Fliegende Holländer, Lohengrin, Die Meistersinger von Nürnberg, Tiefland, Fra Diavolo, Carmen, Les contes d'Hoffmann, La Dame de pique, Eugène Onéguine, Rigoletto, La forza del destino, Cavalleria rusticana, Pagliacci, Tosca, Die Fledermaus, Die Lustige Witwe, ainsi que de nombreux récitals, etc.
Rudolf Schock a publié son autobiographie Ach, ich hab in meinen Herzen en 1985.

## Filmographie partielle
- 1955 : Le Joyeux Vagabond

## Sources
- Alain Pâris, Le dictionnaire des interprètes, Robert Laffont, 1989.  (ISBN 2-22106-660-X)
- Roland Mancini & Jean-Jacques Rouveroux, Le guide de l'opéra, Fayard, 1986.  (ISBN 978-2213595672)